# Dolomedes signatus
Espèce
Synonymes
- Dolomedes punctipes Simon, 1864

Dolomedes signatus est une espèce d'araignées aranéomorphes de la famille des Dolomedidae.

## Distribution
Cette espèce est endémique des îles Mariannes.

## Systématique et taxinomie
Cette espèce a été décrite par Walckenaer en 1837.

## Publication originale
- Walckenaer, 1837 : Histoire naturelle des insectes. Aptères. Paris, vol. 1, p. 1-682.